# Silberstedt
Silberstedt (dänisch Sølvested oder veraltet Sylvested) ist eine Gemeinde im Kreis Schleswig-Flensburg in Schleswig-Holstein.

## Geographie

### Geographische Lage
Das Gemeindegebiet von Silberstedt erstreckt sich im Westen des Naturraums Schleswiger Vorgeest (Haupteinheit Nr. 697), eines der schleswig-holsteinischen Geestgebiete am östlichen Ufer der Treene westlich von der Stadt Schleswig. Sowohl die Bollingstedter Au nördlich wie auch die Jübek südlich vom Ortsteil Esperstoft münden im Westen der Gemarkung in die Treene. Daneben fließt auch die Silberstedter Au im Gemeindegebiet. Das Waldgebiet Büschauer Holz (dänisch Byskov) erstreckt sich bis ins nördliche Gemeindegebiet hinein.

### Gemeindegliederung
Das Gemeindegebiet von Silberstedt umfasst eine Vielzahl benannter Siedlungen unterschiedlicher Formen. Im amtlichen Wohnplatzverzeichnis von 1987 sind, neben dem Dorf gleichen Namens, ebenfalls die weiteren Dörfer Esperstoft und Hünning (dänisch Hønning), die Häusergruppen Ackerende, Görrisau (dänisch Gørreså, auch Køså), Hochmoor und Holm, ferner die Hof- bzw. Höfesiedlungen Esperstoft-Ohland, Hochholz, Maaskier (dänisch Moskær), Rosacker (dänisch Rosager) und Weide, wie auch die Streusiedlungen Büsche, Esperstoftfeld, Friedrichsfeld, Hünningfeld, Kockholm, Krauheide und Schwittschau (dänisch Svidskov) als weitere sogenannte Wohnplätze im Gemeindegebiet aufgeführt.

### Nachbargemeinden
Unmittelbar angrenzende Gemeindegebiete von Silberstedt sind:
| Sollerup       | Langstedt                                   | Bollingstedt  |
| Treia, Wittbek | Kompassrose, die auf Nachbargemeinden zeigt | Jübek, Schuby |
|                | Hollingstedt, Ellingstedt                   |               |

## Geschichte
Silberstedt wurde 1416 erstmals als Sulverstede erwähnt. Der heutige Ortsteil Rosacker wurde bereits 1196 erwähnt. Silberstedt wurde um einen Teil der am 20. Januar 1873 aufgelösten Gemeinde Friedrichsfeld erweitert, die auf Silberstedt, Hollingstedt und Schuby verteilt wurde.
Seit 1970 ist sie ländlicher Zentralort und damit Sitz der Amtsverwaltung für das Amt Silberstedt und seit dem 1. Januar 2008 das Amt Arensharde. Zum 1. November 1976 wurde die zuvor eigenständige Gemeinde Esperstoft mit Silberstedt zusammengeschlossen.

## Politik

### Gemeindevertretung
Bei der Kommunalwahl am 14. Mai 2023 wurden insgesamt 13 Sitze vergeben. Von diesen erhielt die CDU sechs Sitze, die Wählergemeinschaft Silberstedt vier Sitze und die SPD drei Sitze.

### Wappen
Blasonierung: „In Grün ein silberner Wellenbalken, begleitet oben von fünf goldenen Ähren nebeneinander, unten von zwei schräg gekreuzten silbernen Eichenblättern.“

### Partnerschaft
Es besteht eine Partnerschaft zur Gemeinde Groß Plasten in Mecklenburg-Vorpommern.

## Wirtschaft und Infrastruktur

### Wirtschaftsstruktur
Die Wirtschaftsstruktur wird bis heute auch von der Urproduktion der Landwirtschaft bestimmt. Als von der Landesraumordnung zugesprochener Funktion als Ländlicher Zentralort verfügt die Gemeinde allerdings auch über mehrere Gewerbebetriebe sowie ein umfassendes Dienstleistungsangebot. In den nördlich gelegenen Ortsteilen haben sich aufgrund der räumlichen Lage in Nähe des Treenelaufs seit der Jahrtausendwende zudem einzelne touristische Einrichtungen entwickelt, so bspw. in Hünning ein Ferienhausgebiet, ein Zeltplatz auf dem Bauernhof und ein Kanuverleih.

### Verkehr
Durch den Ort Silberstedt führt die Bundesstraße 201. Diese hat im Bereich des Nachbarortes Schuby an der Anschlussstelle Schleswig/Schuby (Nr. 5) der Bundesautobahn 7 Anschluss an das deutsche Autobahnnetz. Im Dorf zweigt die schleswig-holsteinische Landesstraße 299 zur nördlich parallel verlaufenden Landesstraße 28 (Bredstedt–Böklund–Süderbrarup).
Der nächstgelegene Bahnhof befindet sich in der Nachbargemeinde Jübek. Hier zweigt die Bahnstrecke Jübek–Husum von der Bahnstrecke Neumünster–Flensburg ab.

## Söhne und Töchter der Gemeinde
- Peter Johann Willatzen (1824–1898), Lehrer, Übersetzer und Dichter